# Playing with Fire (película de 1985)
Playing with Fire es una película de drama y crimen de 1985, dirigida por Ivan Nagy, escrita por Lew Hunter, musicalizada por Dennis McCarthy, en la fotografía estuvo Gary Graver y Paul Hunt, los protagonistas son Gary Coleman, Cicely Tyson y Ron O’Neal, entre otros. El filme fue realizado por New World Television, se estrenó el 13 de abril de 1985.

## Sinopsis
Gary Coleman interpreta a un muchacho pirómano. Las autoridades y allegados advierten a sus padres ausentes hasta que ya no hay nada que hacer.